# Wendling (Norfolk)
Wendling is een civil parish in het bestuurlijke gebied Breckland, in het Engelse graafschap Norfolk met 313 inwoners.